# Savigny-en-Revermont
Savigny-en-Revermont är en kommun i departementet Saône-et-Loire i regionen Bourgogne-Franche-Comté i östra Frankrike. Kommunen ligger i kantonen Beaurepaire-en-Bresse som tillhör arrondissementet Louhans. År 2022 hade Savigny-en-Revermont 1 141 invånare.

## Befolkningsutveckling
Antalet invånare i kommunen Savigny-en-Revermont
| Referens: INSEE |